# Aeroportul Barreirinhas
Aeroportul Barreirinhas (IATA: BRB, ICAO: SBRR) este un aeroport din Maranhão, Brazilia ce deservește zona Barreirinhas. A fost numit după zona deservită.
Situat la o altitudine de 9 m, aeroportul dispune de o singură pistă.